# Saint-Longis
Saint-Longis là một xã trong tỉnh Sarthe ở tây bắc nước Pháp. Xã này nằm ở khu vực có độ cao từ 102-188 mét trên mực nước biển.